# Vera Reiß

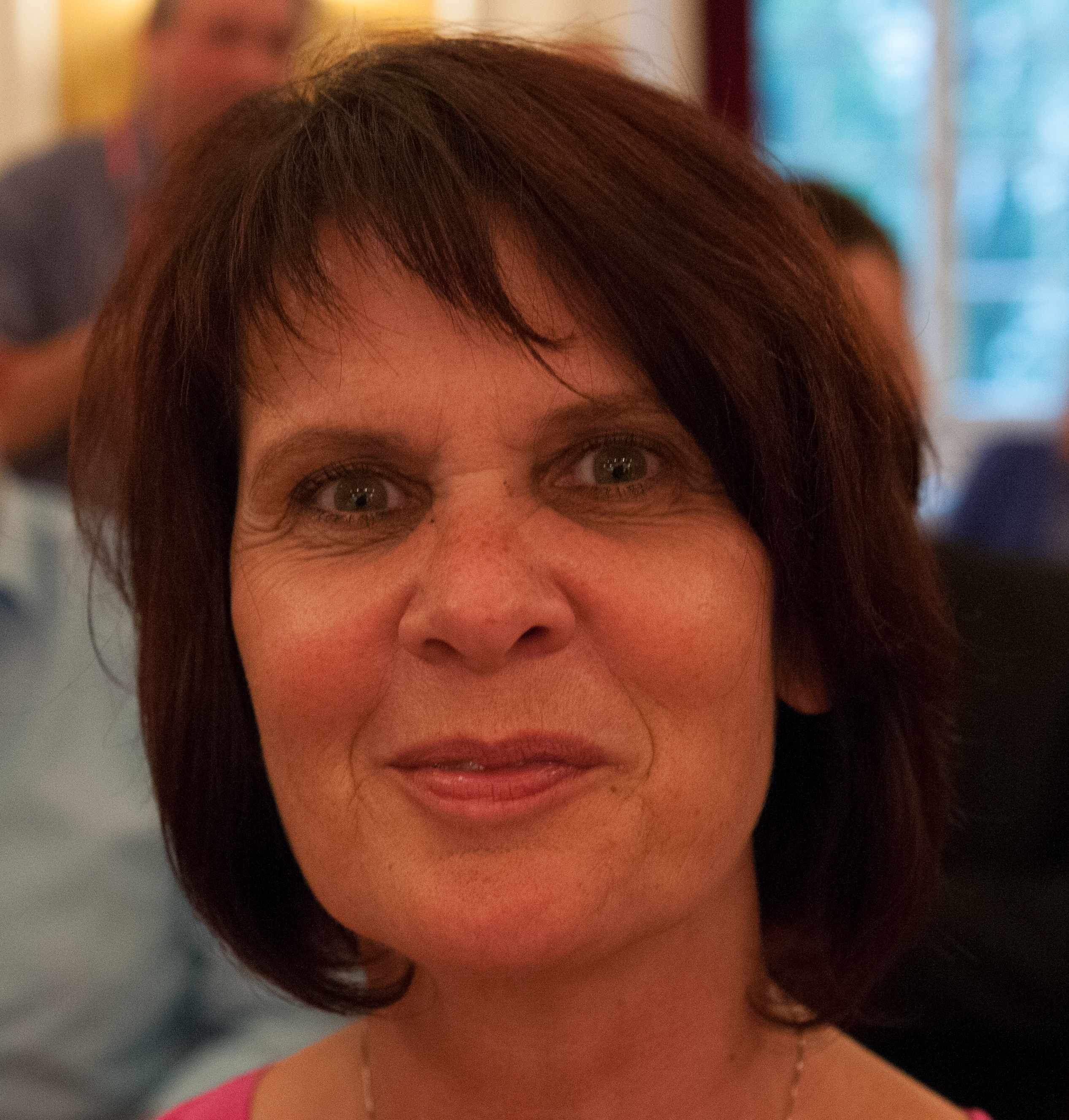
Vera Reiß, 2016

Vera Reiß (* 1. Februar 1961 in Kandel) ist eine deutsche Politikerin (SPD). Sie gehörte von 2014 bis 2016  als Ministerin für Bildung, Wissenschaft, Weiterbildung und Kultur der rheinland-pfälzischen Landesregierung an. 

## Ausbildung, Familie und Beruf
Nach dem Abitur am Staatlichen Gymnasium in Wörth am Rhein ging sie für ein Jahr als Au-pair nach Toronto/Kanada und besuchte dort das Seneca-Sprach-College. Nach der Rückkehr begann sie im Jahr 1982 an der Philipps-Universität in Marburg das Studium der Politikwissenschaften, Soziologie, Volkswirtschaftslehre und Pädagogik, das sie 1988 mit dem Diplom abschloss. Während des Studiums wurde im Jahr 1984 ihr Sohn Jens geboren.  
Nach dem Studienabschluss war Vera Reiß zunächst freiberuflich im Themenbereich Frauenförderung tätig. Zusammen mit anderen Autorinnen veröffentlichte sie ein Handbuch für aktive Frauenarbeit an Hochschulen. Im Jahr 1990 nahm sie ein Angebot der Johannes Gutenberg-Universität in Mainz an und wurde Leiterin des Frauenbüros. 1994 wechselte sie dann als Pressesprecherin in das rheinland-pfälzische Bildungs- und Wissenschaftsministerium. Später leitete sie das Büro von Minister Jürgen Zöllner und von Ministerin Doris Ahnen, bevor sie im Jahr 2005 die Leitung der Abteilung für Kinder- und Jugendpolitik, Kindertagesstätten, Ganztagsschulen und pädagogische Grundsatzangelegenheiten übernahm.

## Öffentliche Ämter
In den Jahren 2007 bis 2011 war Vera Reiß Staatssekretärin im Ministerium für Bildung, Wissenschaft, Jugend und Kultur (MBWJK) und anschließend Staatssekretärin im Ministerium für Bildung, Wissenschaft, Weiterbildung und Kultur (MBWWK), dessen Amtschefin sie auch vom Jahr 2012 an war. Am 12. November 2014 wurde Vera Reiß zur Ministerin für Bildung, Wissenschaft, Weiterbildung und Kultur ernannt. Sie gehört dem Kabinett Dreyer II, das nach der Landtagswahl in Rheinland-Pfalz 2016 gebildet wurde, nicht mehr an.

## Engagement
Vera Reiß ist Mitglied des Kuratoriums der Stiftung Lesen.